# فرانسوا بورغاد
فرانسوا بُورْغاد (1221 - 1283 ه‍ / 1806 - 1866 م) هو مستشرق ومبشر فرنسي.
رحل في المغرب العربي وأنشا مطبعة بتونس. له بالعربية والفرنسية «مسامرة قرطاجنة» وهي مناظرة جعلها بين قاض ومفت وراهب. طُبعت في باريس سنة 1276 هـ.